# Gerhard Nordmann

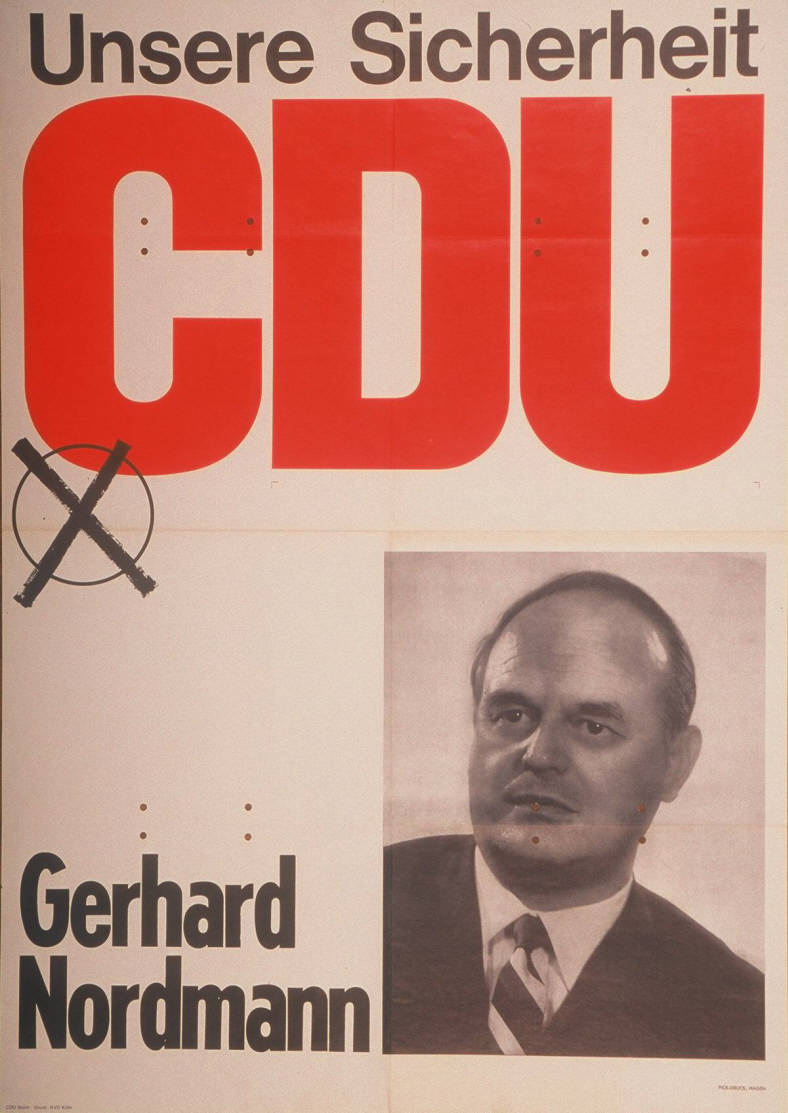
Kandidatenplakat zur Bundestagswahl 1965

Gerhard Nordmann (* 26. Februar 1913 in Rietberg, Kreis Wiedenbrück; † 10. Dezember 1996) war ein deutscher Politiker der CDU.

## Ausbildung und Beruf
Gerhard Nordmann besuchte die Volksschule und das Gymnasium. Zum 1. Mai 1933 trat er der NSDAP bei (Mitgliedsnummer 2.161.679), zum 29. Oktober desselben Jahres der SA. Er belegte danach ein Studium der Rechts- und Staatswissenschaften. Er war seit 1933 Mitglied der katholischen Studentenverbindung AV Cheruscia Münster im CV. Nach seiner Ausbildung war er als Staatsanwalt bei den Landgerichten in Hagen und Bonn, sowie beim Generalstaatsanwalt am Oberlandesgericht in Hamm/Westf. tätig.

## Politik
Gerhard Nordmann war ab 1956 Mitglied des Vorstandes der CDU-Ortsunion Altenhagen in Hagen. Ab 1957 war er Mitglied des Kreisvorstandes Hagen. Als erster 1. Kreisvorsitzender des CDU-Kreisverbandes fungierte er ab 1961 und als 1. Vorsitzender des Landesbeamtenausschusses der CDU Westfalen-Lippe wirkte er ab 1966.
Gerhard Nordmann war vom 23. Juli 1962 bis zum 25. Juli 1970 Mitglied des 5. und 6. Landtages von Nordrhein-Westfalen, in den er jeweils über die Landesliste einzog.